# Toll基因家族
Toll基因编码Toll样受体蛋白家族。Toll基因的突变最初由1995年诺贝尔奖得主克里斯汀·紐斯林-沃爾哈德以及艾瑞克·威斯喬斯以及他们的同事於1985年在黑腹果蝇（Drosophila melanogaster）体内发现，并由凯瑟琳·安德森的实验室在1988年克隆。至今，共确认了十三种哺乳动物的Toll基因。在苍蝇体内，Toll基因最初被认为是一种对胚胎發育中的背-腹轴建立过程很重要的基因。1996年，研究人员发现，Toll基因会在苍蝇对真菌感染的免疫过程中发挥作用。哺乳动物和無脊椎動物的Toll基因都为先天免疫系統所必需。
哺乳动物的Toll样受体在1997年由耶鲁大学的卢斯兰·梅德泽托夫（Ruslan Medzhitov）以及查尔斯·珍妮薇（Charles Janeway）确认。在同一时期，由審良静男和布鲁斯·博伊特勒（Bruce A. Beutler）及他们的同事领导的两项不同的研究发现Toll样受体（TLRs）在哺乳动物体内是对感染的主感受器。
该基因家族的名称来源于克里斯汀·紐斯林-沃爾哈德在1985年的感叹：。这一感叹意为「真是令人惊叹！」，意指果蝇幼虫不发达的腹部。形容词「toll」在德语中是「令人惊讶」或「伟大、棒极了」的意思。